# آکادمی ملی علوم و هنرهای ضبط
آکادمی ملی علوم و هنرهای ضبط (به انگلیسی: National Academy of Recording Arts and Sciences) (اِن‌اِی‌آراِی‌اِس NARAS) که با نام آکادمی ضبط نیز شناخته می‌شود؛ یک سازمان غیردولتی است که در سال ۱۹۵۷ در آمریکا تأسیس شد. این سازمان به ارتقای سطح موسیق می‌پردازد و سالانه توسط مراسم جایزهٔ گرمی به بهترین موسیقی‌دانان، خوانندگان، نوازندگان، ترانه‌سرایان، تهیه‌کنندگان، مهندسان صوتی و دیگر اشخاص مرتبط با موسیقی جهان جایزه می‌دهد.
جایزهٔ گرمی معتبرترین جایزهٔ صنعت موسیقی است.

## جایزه برای ترانهبرای…
هیئت داوران شصت و پنجمین دوره «آکادمی ملی علوم و هنرهای ضبط (گرمی)»، جایزه «آهنگ برای تغییر اجتماعی» را به شروین حاجی‌پور به دلیل ساختن ترانه برای… (یکی از ترانه‌های معروف در دوره خیزش ۱۴۰۱ ایران) داد.